# Абстракция-Творчество
«Абстра́кция-Тво́рчество» (фр. Abstraction-Création) — интернациональное объединение художников абстрактного искусства, основанное 15 февраля 1931 года в Париже по инициативе бельгийского художника, скульптора и архитектора Жоржа Вантонгерло, а также Огюстом Эрбеном и Жаном Элионом, отчасти для противодействия влиянию группы сюрреалистов во главе с Андре Бретоном. Непосредственным предшественником этого объединения была группа абстрактивистов «Круг и квадрат» (Cercle et Carré), основанная в 1929 году Мишелем Сёфором и Хоакином Торрес-Гарсия.
К парижской группе абстрактивистов примыкали многие представители наиболее радикальных течений авангардного искусства: неопластицисты Питер Мондриан, Тео ван Дусбург, Франтишек Купка и Бен Николсон, кубист Альбер Глез, абстрактные экспрессионисты Василий Кандинский и Курт Швиттерс, Наум Габо и Антуан Певзнер, сюрреалист Ганс Арп. Ласло Мохой-Надь представлял Баухаус. Всего числилось около сорока членов. К 1936 году с объединением было связано более четырёхсот художников, которые устраивали выставки по всей Европе.
Целью группы было создание форума абстрактного искусства. Этому должны были служить общие выставки, проведение курсов лекций и творческих дискуссий, публикации в газетах и журналах. Группа стала центром для представителей конкретного и геометрического абстракционизма и конструктивизма.
В период с 1932 по 1936 год члены объединения издавали пять ежегодников «Тетрадей» (Cahiers) под общим названием «Абстракция-Творчество: Нонфигуративное искусство» (Abstraction-création: Art non-figuratif). Каждый выпуск создавался под руководством одного из членов группы. Задачи объединения были сформулированы в предисловии к первому выпуску 1932 года: «Абстракция означает то, что некоторые художники пришли к пониманию нонфигуративного искусства путём последовательного абстрагирования форм природы. Творчество означает, что другие художники пришли к нонфигуративности напрямую с помощью геометрической концепции или исключительного использования геометрических элементов, называемых абстрактными, таких как окружности, плоскости, прямоугольники, линии…».
Художники группы проводили значительную работу по пропаганде абстрактного искусства. Они занимались цветовыми и световыми эффектами, которые могли разъяснить действие различных физико-оптических феноменов, позволявших оптимально воспринимать то или иное произведение абстрактной живописи. К этому, например, относили «эффект мерцания» и «объёмно-пластическое видение цвета». Серьёзная и значительная по объёму популяризаторская работа, проведённая членами группы, несомненно, повлияла на повышение общественного интереса к абстрактному искусству. Группа «Абстракция-Творчество» прекратила своё существование в 1937 году.
В 1939 году объединение «Абстракция — Творчество» было реформировано Робером и Соней Делоне в группу «Новые реальности» (Réalités Nouvelles). В 1968 году американское издательство Arno Press, Нью-Йорк, опубликовало репринтное издание «Cahiers».
Среди членов группы «Абстракция-Творчество» следует отметить следующих художников (кроме вышеназванных):
- Альберс, Йозеф
- Арп, Ханс
- Баумейстер, Вилли
- Билль, Макс
- Буххеймер, Карл
- Вийон, Жак
- Горки, Аршиль
- Делоне, Робер
- Дрейер, Катерина
- Зелигман, Курт
- Кандинский, Василий
- Колдер, Александр
- Лисицкий, Лазарь
- Мондриан, Пит
- Николсон, Бен
- Окамото, Таро
- Певзнер, Антуан
- Поровинская, Александра
- Фонтана, Лючио
- Фордемберге-Гильдеварт, Фридрих
- Хепуорт, Барбара
- Швиттерс, Курт